# Groupe d'intervention de la Police nationale
Groupe d'intervention de la Police nationale (GIPN), è l'insieme dei gruppi di intervento della Polizia Nazionale, sono unità di élite della polizia nazionale francese, con un focus regionale, chiamato ad intervenire in situazioni di estrema violenza o ad alto rischio, come la presa di ostaggi, atti di terrorismo, rivolte nelle carceri o arresti di individui o squilibrati pericolosi.
Hanno capacità e competenze specifiche che consentono loro di affermarsi come i componenti specializzati della polizia nazionale con competenze tecniche superiori. Queste capacità peculiari permettono loro di raggiungere il livello di efficienza richiesto per le loro missioni.
Composto da agenti di polizia, reclutati in base a criteri molto selettivi, dotati di attrezzature all'avanguardia e sottoposti a una formazione costante e rigorosa, GIPN possono essere definiti come gruppi di agenti di polizia al servizio della normale polizia.
Il GIPN non va confuso con il GIGN (Groupe d'intervention de la Gendarmerie nationale), che dipende dalla Gendarmeria Nazionale e neanche col RAID (Recherche, assistance, intervention, dissuasion), sempre dipendente dalla polizia nazionale.

## Storia
Il primo gruppo GIPN, con undici effettivi, è stato istituito 27 ottobre 1972, un anno e mezzo prima del GIGN e tredici anni prima del RAID.
La creazione del GIPN è stata motivata dall'assassinio nel 1972 degli atleti israeliani presi in ostaggio durante le Olimpiadi di Monaco. Il governo francese ha voluto acquisire squadre di polizia in grado di intervenire in situazioni critiche come la presa di ostaggi, attentati terroristici, disordini. Per questo, si incarica il commissario divisionale Georges Nguyen Van Loc di creare il primo gruppo a Marsiglia.

## Compiti e missione
Il GIPN contribuisce alla lotta contro tutte le forme di criminalità, tra cui il terrorismo. Come tali, essi forniscono assistenza alle forze di polizia, i suoi doveri includono:
- di intervenire durante gravi problemi di ordine pubblico che richiedono l'uso di tecniche e mezzi specifici;
- intervenire nel corso di operazioni che richiedono l'uso di tecniche e mezzi specifici norme;
- mettere a disposizione delle forze di polizia materiale specializzato utilizzato dal gruppo.

In situazione concrete:
- presa di ostaggi;
- localizzazione di un criminale o squilibrato;
- atti di terrorismo o di criminalità organizzata;
- l'arresto di un individuo armato e particolarmente pericoloso;
- assicurare la sicurezza di un processo ad alto rischio;
- stretta protezione delle personalità;
- estrazione, trasferimento e la custodia di un detenuto particolarmente pericoloso (missione parzialmente affidata anche all'ERIS, un servizio specializzato dell'amministrazione penitenziaria);
- l'allentamento delle tensioni nei quartieri "sensibili" quando necessario.

## Attrezzatura e dotazione
Il GIPN schiera una serie di attrezzature sia individuali sia collettive che consentono loro di svolgere tutte le loro funzioni:
- attrezzature tecniche per audio, video, ottiche, illuminazione...
- varie protezioni balistiche
- veicoli di trasporto veloci
- furgoni blindati
- strumenti d'effrazione

## Armamento
La polizia GIPN dispone di una vasta gamma di armi, tra cui:
- pistole semi-automatiche: Sig-Sauer P220, Glock 17, Glock 26;
- pistole mitragliatrici: Heckler & Koch MP5, Heckler & Koch MP5K;
- fucili d'assalto: Heckler & Koch G36, SIG-551, Heckler & Koch G3;
- fucili: Beretta, Remington 870, Benelli M90;
- fucili da cecchino: Blaser LRS2, Tikka T3 tattici, PGM di precisione;
- non-lethal weapons: Taser X26, Brugger & Thomet LBD 40x46, Flash Ball;
- granate: offensive, illuminanti, fumogeni, flashbang;
- esplosivi.

## Organizzazione
Il GIPN dipende dalla Direzione Generale della polizia nazionale (Direction Générale de la Police nationale (DGPN).
Dal 1 gennaio 2014, i gruppi GIPN sono posti sotto l'autorità del capo della forza d'intervento della polizia nazionale (Chef de la Force d'intervention de la police nationale) (FIPN), capo anche del RAID. Questa fusione organica, amministrativa, strutturale e operativa mira a rafforzare la coesione dell'intervento all'interno del dispositivo di polizia nazionale. I gruppi del GIPN da allora si possono considerare le propaggini locali (gli uffici regionali) del RAID.
L'area metropolitana è stata divisa in zone di competenza per ogni gruppo di intervento. Nel 1985, i gruppi GIPN sono in tutto sette. I gruppi metropolitani si trovano nelle seguenti città: Bordeaux, Lilla, Lione, Marsiglia, Nizza, Rennes e Strasburgo. Poi nel 1992 e nel 1993 vengono creati GIPN di Riunione e Nuova Caledonia, che porta il numero di gruppi GIPN a nove. Un decimo gruppo è stato creato nel 2007 per coprire l'area Antille - Guyana.
Ogni GIPN è diretto da un ufficiale di polizia, assistito da un graduato del corpo di vigilanza e di applicazione (sergente, caporale, maresciallo o RULP). L'esecuzione dei compiti è affidata al capo di ogni GIPN, che determina la gestione e le risorse impegnate per la sua unità operativa, mentre beneficiano l'assistenza di altre forze di polizia schierate nella stessa operazione.
A causa della portata geografica di competenza dei GIPN la necessaria uniformità delle attrezzature e l'obbligo della coesione operativa nelle missioni di importanza nazionale, la logistica e la gestione amministrativa sono centralizzati presso Bièvres la sede del FIPN.

## Area di competenza
Se l'area di competenza di un gruppo GIPN si estende su più dipartimenti intorno alla città dove ha sede, può intervenire su indicazione del direttore generale della polizia nazionale, oltre che su tutta l'area metropolitana e d'oltremare.
- GIPN di Bordeaux (19 dipartimenti): Ariège, Charente, Charente-Maritime, Creuse, Corrèze, Deux-Sèvres, Dordogna, Gers, Gironda, Haute-Garonne, Haute-Vienne, Hautes-Pyrénées, Landes, Lot, Lot-et-Garonne, Pirenei Atlantici, Tarn, Tarn-et-Garonne e Vienne;
- GIPN di Lilla (5 dipartimenti): Aisne, Ardenne, nord, Pas-de-Calais e Somme;
- GIPN di Lione (15 dipartimenti): Ain, Allier, Ardèche, Cantal, Côte d'Or, Drôme, Haute-Loire, Haute-Savoie, Isère, Giura, Loira, Puy-de-Dôme, Rodano, Saône-et-Loire e Savoia;
- GIPN di Marsiglia (8 dipartimenti): Aude, Aveyron, Bouches-du-Rhône, Gard, Hérault, Lozère, Pirenei Orientali e Vaucluse;
- GIPN di Nizza (6 dipartimenti): Alpes-de-Haute-Provence, Alpi marittime, Corse-du-Sud, Haute-Corse, Hautes-Alpes e Var;
- GIPN di Nouméa: Nuova Caledonia;
- GIPN di Pointe-à-Pitre (3 dipartimenti): Guadalupa, Martinica, Guyana francese;
- GIPN di Rennes (9 dipartimenti): Côtes-d'Armor, Finistère, Ille-et-Vilaine, Loira Atlantica, Canale della Manica, Maine-et-Loire, Mayenne, Morbihan e Vendée;
- GIPN di Saint-Denis: Reunion;
- GIPN di Strasburgo (10 dipartimenti): Basso Reno, Doubs, Haute-Marne, Haute-Saône, Alto Reno, Meurthe-et-Moselle, Mosa, Moselle, Belfort e Vosges.

## Reclutamento
I componenti del GIPN sono tutti volontari che si sono presentati e hanno superato le fasi di selezione.
Al fine di sostenere le prove di ammissione GIPN, occorre essere stato precedentemente un gardien de la paix o un ufficiale, essere stato scelto tramite il curriculum operativo, almeno cinque anni di servizio e meno di 40 anni (45 per gli ufficiali). Le selezioni si tengono una volta all'anno. Essi sono comuni con quelli del RAID. La prima fase consiste nella valutazione dei prerequisiti fisici che vengono misurati dalle delegazioni interregionali per il reclutamento e la formazione della polizia nazionale (DIRF) salita della fune, piegamenti, trazioni, sollevamento sulle gambe, tuffi, test di Cooper e sprint (50m).
Una volta che questo passaggio è superato e il dossier del candidato studiato, si parla di una settimana di selezione fisica e psicofisiche di alto livello. In questa fase si svolgono test psicologici, guida per auto, tiro, nuoto, marce, prova di vertigini, claustrofobia, arrampicata... e prove di combattimento: a terra, boxe e piedi/pugni. Tutti gli istruttori sono di livello nazionale, al minimo. I migliori candidati sono selezionati alla fine di questa settimana e sono assegnati immediatamente o collocati in un serbatoio al quale attingere in caso di necessità.